# دنویل (کنتاکی)
دنویل (به انگلیسی: Danville) شهری در ایالت کنتاکی کشور ایالات متحده آمریکا است که جمعیت آن در سرشماری سال ۲۰۱۰ میلادی، ۱۶٬۲۱۸ نفر بوده‌است.